# Malpighia bahamensis
Malpighia bahamensis är en tvåhjärtbladig växtart. Malpighia bahamensis ingår i släktet Malpighia och familjen Malpighiaceae.

## Underarter
Arten delas in i följande underarter:
- M. b. androsana
- M. b. bahamensis